# Prometeo incatenato (Rubens)
Il Prometeo incatenato (in olandese: De bestraffing van Prometheus door de adelaar van Zeus; in inglese: Prometheus Bound) è un dipinto a olio di Peter Paul Rubens, un artista fiammingo di età barocca proveniente da Anversa. Influenzato dall'omonima opera teatrale greca di Eschilo, Pieter Paul Rubens completò questo dipinto nel suo studio assieme a Frans Snyders (o Snijders), che si occupò dell'aquila. Rimase in suo possesso dal 1612 al 1618, quando venne ceduto, assieme a un gruppo di quadri completati da Rubens, all'inglese sir Dudley Carleton in cambio della sua collezione di statue classiche. Attualmente l'opera fa parte della collezione del museo d'arte di Filadelfia.

## Storia
Nel 1582, Pieter Paul Rubens lavorò come apprendista presso un lontano parente, Tobias Verhaecht, un paesaggista. Rubens passò un breve periodo nel suo studio, imparando le basi per riprodurre un paesaggio. Queste lezioni avrebbero influenzato le sue opere, come il Prometeo incatenato, dato che gli sfondi di molti dei suoi quadri svolgono un ruolo importante nella composizione. In seguito Rubens svolse un apprendistato per quattro anni presso Adam van Noort, un ritrattista, noto per dipingere delle scene mitologiche con tante figure nude e delle immagini sfrenate della vita fiamminga. Prima di fondare la  propria bottega, Rubens lavorò con Otto van Veen, dal 1594 al 1598. Presso di lui Rubens apprese la composizione e l'iconografia della pittura di storia, che nel Prometeo incatenato si vedono nella figura di scorcio posta vicino all'osservatore e nell'uso di un'iconografia tratta da un'opera teatrale greca antica.
Nel 1610, Rubens aprì un proprio studio ad Anversa, nel mentre prestava servizio come pittore di corte per l'arciduca e l'arciduchessa di Bruxelles. Nello stesso periodo, Rubens stava dipingendo anche la Deposizione, una pala d'altare che gli era stata commissionata. Dopo aver messo su il proprio studio, Pieter Paul Rubens ebbe molte commissioni importanti e collaborò con degli artisti che erano considerati dei maestri nel loro campo di studi. Per il Prometeo incatenato Rubens collaborò con Frans Snyders, un maestro di animali e scene di caccia, per dipingere l'aquila.
Il Prometeo incatenato rimase in possesso di Rubens dal suo completamento nel 1612 fino al 1618, quando avvenne la prima vendita nota dell'opera, che venne acquistata dal collezionista inglese sir Dudley Carleton. Carleton offrì a Rubens la propria collezione di sculture classiche in cambio di un ampio gruppo di dipinti della bottega rubensiana, che erano stati supervisionati, o almeno finiti, dallo stesso Rubens.

## Soggetto

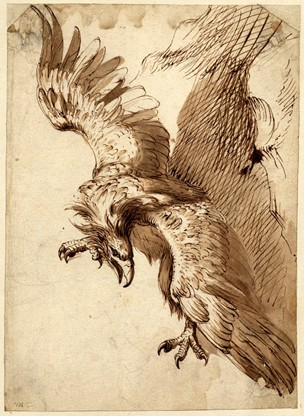
Un disegno preparatorio per l'aquila di Frans Snyders, conservato nella collezione del British Museum.

Il Prometeo incatenato è una tragedia greca attribuita ad Eschilo, anche se si ritiene che sia stata completata da un altro tragediografo dopo la morte nel 456 a.C. È possibile che è il Prometeo incatenato sia la seconda opera teatrale scritta da Eschilo di una trilogia, seguita dal Prometeo liberato (Promēthéus Lyómenos), del quale sono rimasti solo pochi frammenti.
Nell'opera teatrale, il titano Prometeo, che aveva aiutato Zeus, il re degli Olimpi, a sconfiggere Crono e gli altri Titani, fece infuriare Zeus quando diede ai mortali il fuoco e le arti. All'inizio della tragedia, come punizione per aver rubato il fuoco dal monte Olimpo per darlo all'umanità, Zeus ordina a Efesto, Crato (il potere) e Bia (la forza) di incatenare Prometeo ad una rupe alta nelle montagne della Scizia. Lì avrebbe subito un supplizio che sarebbe durato quanto lo desiderava Zeus: ogni dì, un'aquila gli avrebbe divorato il fegato che si rigenerava perpetuamente. Pieter Paul Rubens avrebbe adoperato queste influenze greche per creare la propria versione della storia. Quando egli dipingeva un soggetto classico o mitologico, stava glorificando la creazione umana, esprimendo la propria gioia per la bellezza del mondo. Nel Prometeo incatenato, egli raffigura Prometeo, una vittima che soffre, ma anche la bellezza dell'aquila che causa il supplizio.

## Interpretazione
La scena raffigura il supplizio del titano, incatenato presso un albero alla sommità di una montagna, mentre sullo sfondo il cielo si fa tenebroso. Nell'interpretazione di Rubens, il becco enorme dell'aquila squarcia il torso di Prometeo, esponendo le viscere insanguinate. Gli artigli dell'aquila affondano nel volto del titano, dall'espressione di spavento, mentre l'occhio sinistro di quest'ultimo si concentra sul predatore, a indicare che egli è consapevole della tortura. L'agonia viene trasmessa dai suoi pugni stretti, nelle gambe contorte e nei capelli arruffati. Il fegato venne scelto come fonte di tortura perché i greci lo consideravano la sede della vita. In seguito, il rapace dalle ali spiegate venne ripreso dal pittore Jacob Jordaens per la sua versione di questo tema mitologico. Una poesia scritta dal poeta francese Dominicus Baudius, un amico del fratello del pittore, si ispira a questo dipinto.

## Influenze

### Roma

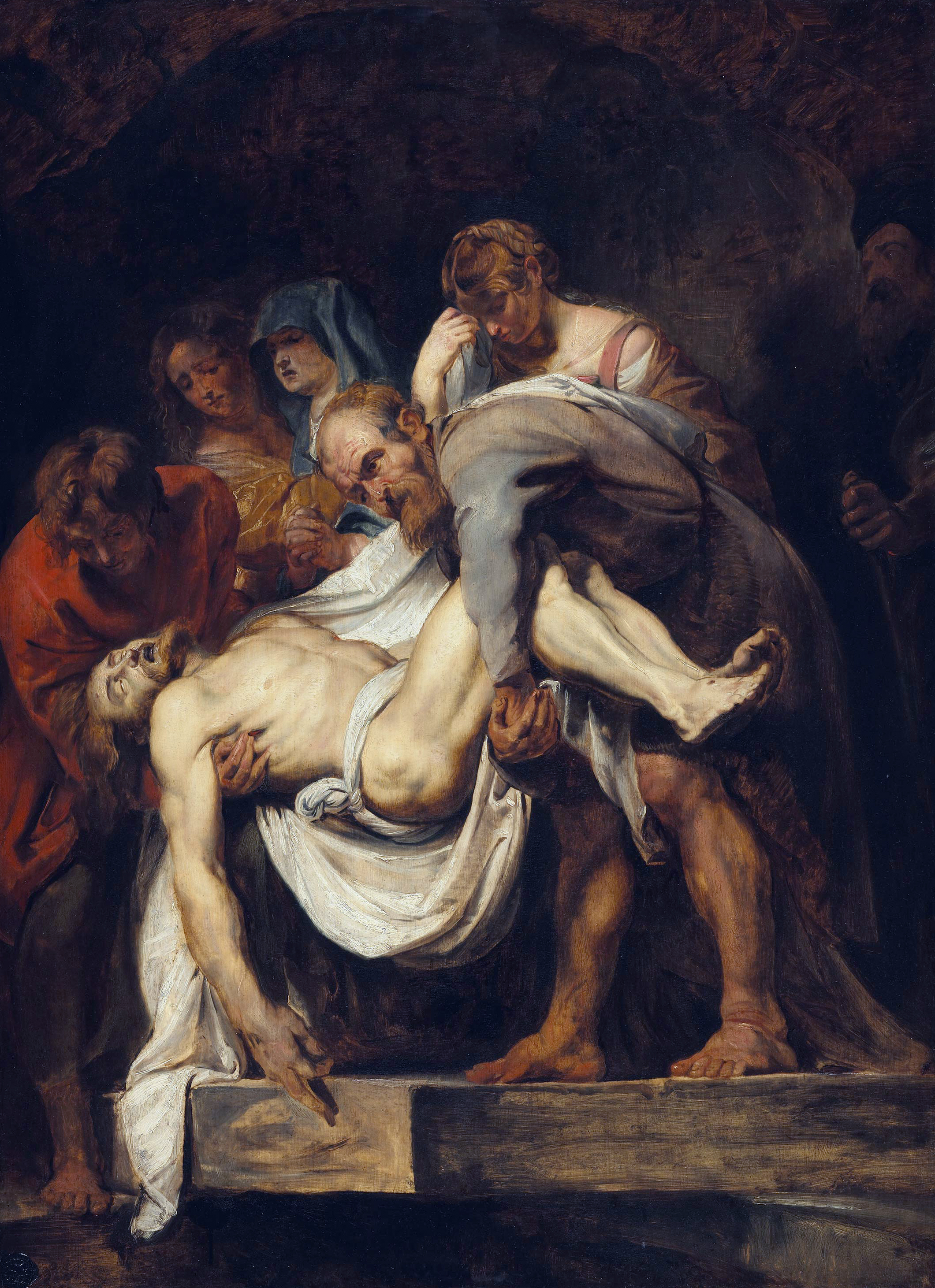
Pieter Paul Rubens, Deposizione (da Caravaggio), 1612-1614 circa

Roma era all'apice della riforma cattolica quando Rubens passava ore interminabili a realizzare degli studi basati sulle figure dipinte da Michelangelo nella cappella Sistina. Il Prometeo incatenato rubensiano venne influenzato dalla muscolatura compatta michelangiolesca. Nella Roma di allora si trovava anche il Caravaggio, all'apice della sua carriera. Sebbene fosse improbabile che i due artisti non si siano mai incontrati, Rubens rimase colpito dai suoi quadri, copiandone addirittura alcuni. Anche se ebbe una vita turbolenta, Caravaggio perfezionò l'uso del tenebrismo, l'equilibrio drammatico di luci e ombre, usate spesso per mettere in risalto le figure.

### Venezia
Quando il pittore anversano giunse a Venezia nel giugno del 1600, la scena artistica cittadina era fiorente. Tiziano, ritenuto uno dei pittori migliori della città, era morto nel 1576, un anno prima che Rubens nascesse. La popolarità di Tiziano sopravvisse a Venezia e Rubens studiò la sua maestria nella forma e nella colorazione intensa, che si ritrovano anche nel dipinto filadelfiano. Inoltre Rubens visitò il palazzo Ducale di Venezia, che ospitava dei soffitti e delle mura impreziositi con delle visioni cristiane e delle allegorie pagane.

### Firenze
Rubens ebbe l'opportunità di viaggiare a Firenze nell'ottobre del 1600 per il matrimonio di Maria de' Medici, la moglie del re Enrico IV di Francia. In questo periodo, Rubens visitò dei luoghi che ospitavano delle opere rinascimentali importanti, come la basilica di San Lorenzo, dove si trovano le tombe medicee di Michelangelo. Inoltre studiò le opere di Ludovico Cigoli, un pittore che si era allontanato dall'affettazione contorta dell'arte manierista.